# سيميكس
سيمكس (بالإسبانية: Cemex)‏ هي شركة مكسيكية متعددة الجنسيات لمواد البناء مقرها في سان بيدرو جارزا غارسيا، بالقرب من مونتيري، المكسيك. تقوم بتصنيع وتوزيع الأسمنت والخرسانة الجاهزة والركام في أكثر من 50 دولة. في عام 2020، تم تصنيفها على أنها خامس أكبر شركة أسمنت (من حيث كمية الأسمنت المنتجة سنويًا) في العالم، حيث بلغت 87.09 مليون طن. 
كان لورينزو زامبرانو رئيس مجلس الإدارة والرئيس التنفيذي حتى وفاته في 21 مايو 2014. عين مجلس الإدارة روجيليو زامبرانو لوزانو كرئيس، وفرناندو غونزاليس كرئيس تنفيذي.
تعمل سيمكس حاليًا في أربع قارات، مع 64 مصنعًا للأسمنت و 1348 منشأة للخرسانة الجاهزة و 246 محجرًا و 269 مركز توزيع و 68 محطة بحرية.
في تصنيف فوربس غلوبال 2000 لعام 2021، تم تصنيف سيميكس كأكبر 1178 شركة عامة في العالم بمبيعات سنوية تزيد عن 13 مليار دولار أمريكي.
يقع المقر العالمي للشركة في سان بيدرو جارزا غارسيا، وهي مدينة تعد جزءًا من منطقة مونتيري الحضرية في ولاية نويفو ليون شمال شرق المكسيك.